# Objectivisme (Ayn Rand)
Het Objectivisme is een systematische filosofie ontwikkeld door Ayn Rand (1905-1982) met verschillende opvattingen over de metafysica, epistemologie, ethiek, politiek en de esthetica. Haar filosofie ziet de mens als een heroïsch wezen, met zijn eigen geluk als zijn hoogste ethische doel, productieve prestatie als zijn nobelste activiteit en de rede als zijn enige leidraad. Ayn Rand zag het Objectivisme als de enige filosofie waar je een gelukkig en succesvol leven mee kunt nastreven.

## Samenvatting
Het Objectivisme van Ayn Rand stelt dat de werkelijkheid onafhankelijk bestaat van interpretaties door individuen; de werkelijkheid 'is zoals zij is.' Deze werkelijkheid kunnen we objectief kennen wanneer we op de juiste manier gebruik maken van de menselijke rede. Met betrekking tot ethiek dient het individu zijn rationele eigenbelang na te streven om zo zijn eigen geluk te bereiken. Met betrekking tot politieke theorie vereist deze morele code de afwezigheid van geweldsinitiatie. Op basis daarvan worden individuele rechten geformuleerd; hierbij is het de taak van een nachtwakersstaat om deze rechten te verdedigen. Het politiek-economische systeem dat hierbij hoort is het laissez-faire kapitalisme. Kunst hoort een ode aan het leven te zijn.

## Metafysica
De volgende drie basisaxioma’s zijn volgens het Objectivisme de fundamenten van alle kennis. Een axioma is volgens Rand een conceptuele identificatie van een primair realiteitsfeit dat zelf niet gereduceerd of opgebroken kan worden in componenten. Technisch gezien vormen de axioma's de basis voor het kunnen bewijzen van stellingen. Om deze reden zijn ze niet zelf te bewijzen en kan men louter bevestigen dat de feiten die deze axioma's onderliggen te zien zijn in iedere zintuiglijke indruk.
1. Het bestaan bestaat.
2. Bewustzijn is bewust.
3. A = A.

Haar positie is een vorm van realisme waarin zowel de wereld als het bewustzijn bestaan en waarin de wereld 'voorrang heeft' op het bewustzijn. Je kunt pas weten dat je bewust bent als je eerst bewust bent geweest van iets buiten jezelf. Hiermee staat haar denken in contrast tot zowel het idealisme (dat het bewustzijn laat voorgaan op de wereld of zelfs het bestaan van de wereld ontkent) en het materialisme (dat bewustzijn ziet als een louter fysiek fenomeen).

## Epistemologie
Epistemologie staat volgens Ayn Rand centraal in haar filosofie. Ze zei eens "Primair pleit ik niet voor kapitalisme, maar voor egoïsme; en primair pleit ik niet voor egoïsme, maar voor de rede. Als (...) de rede erkend en consistent toegepast wordt volgt al het andere." Ze schreef dan ook haar enige monograaf over dit onderwerp, 'An Introduction to Objectivist Epistemology'. Door middel van zintuiglijke waarneming en redeneren kan absolute objectieve kennis worden verkregen over de werkelijkheid (zie ook empirisme). Objectiviteit betekent voor Ayn Rand de erkenning van het feit dat het bewustzijn van de waarnemer alleen kennis van de realiteit kan verkrijgen door een bepaald middel (de rede) met naleving van bepaalde regels (logica). Dit betekent dat ze het niet eens is met een intrinsicistische epistemologie die stelt dat waarheid zich 'in' objecten bevindt, noch met een subjectivistische epistemologie, die stelt dat waarheid te vinden is 'in' het bewustzijn. 
Ayn Rand stelt dat het correct vormen van concepten centraal staat in het bereiken van objectieve kennis. Een concept is een mentale integratie van twee of meer eenheden met dezelfde onderscheidende eigenschap(pen), waarbij de particuliere metingen opengelaten worden. Deze eigenschappen geven aanleiding tot een unieke definitie. Door deze definitie een naam te geven (een woord) krijgt een concept een concrete uitingsvorm. Zo kun je verschillende eetbare objecten die uit één boom vallen bijvoorbeeld conceptualiseren als ‘appel.’ Hierbij dien je het bereik van de metingen van de onderlinge verschillen tussen de appels qua kleur, grootte en smaak te onthouden, maar de specifieke metingen open te laten. Zo kan men vervolgens een entiteit als appel herkennen door te zien dat de metingen van de eigenschappen die het vertoont binnen het bereik van de desbetreffende eigenschappen vallen. Vervolgens kan men abstractere concepten formuleren zoals ‘fruit.’ De verschillen tussen appels, bananen, sinaasappels etc. kan men wederom openlaten en hun unieke overeenkomsten kan men benoemen in een definitie zoals: de eetbare vruchten van houtachtige planten.
Dit proces van conceptformatie is volgens Ayn Rand uniek aan de menselijke soort: het correct vormen van concepten vanuit eenheden door middel van de principes van de logica. Door haar afwijzing van subjectivisme en intrinsicisme bekritiseert zij zowel het skepticisme en het mysticisme; het skepticisme omdat het stelt dat objectieve kennis onmogelijk is en het mysticisme omdat het waarheidsclaims accepteert zonder (goed) bewijs. Om deze laatste reden is het Objectivisme dan ook een atheïstische filosofie.

## Ethiek
De belangrijkste waarden zijn volgens Rand de rede, doelmatigheid (purpose) en zelfwaardering. Deze waarden hangen respectievelijk direct samen met de belangrijke deugden: rationaliteit, productiviteit en trots. Productief werk dient hierbij het centrale doel in het leven te zijn, rationaliteit is een voorwaarde van productief werk en trots zijn op jezelf is het resultaat. Moraliteit is volgens Rand niet bedoeld om te jezelf op te offeren voor andere mensen, maar om gelukkig te worden in het leven. Door op een deugdzame manier rationele doelen na te streven kan men die doelen bereiken en zodoende gelukkig worden - het hoogste doel in het leven.
Het eerste uitgangspunt van Ayn Rand is dat het onderwerp bij morele vraagstukken het menselijke individu is. Het individu bestaat als eenheid van lichaam en geest; ieder collectief mensen bestaat uit slechts individuele mensen en is niet meer dan de som van haar onderdelen. Alleen het individu denkt en handelt. Kortom, filosofisch antropologisch is Ayn Rand een individualist en niet een collectivist of een solipsist.
Het tweede uitgangspunt van haar ethiek is dat het belangrijk is eerst te vragen: Waarom heeft de mens moraliteit nodig? Daarna pas kan men invullen wat moraliteit specifiek zou moeten inhouden. Haar antwoord begint met de observatie dat alleen levende wezens in een existentieel alternatief zitten van leven en dood. Een plant kan sterven; een tafel niet. Dit alternatief laat zien dat levende wezens continu moeten handelen om hun eigen levensproces voort te zetten. Hierbij voegt ze de observatie toe dat elk (niet-menselijk) levend wezen uit zichzelf probeert te overleven, maar dat dit voor de mens een keuze is. Als men kiest te willen leven, dan brengt dat bepaalde noden met zich mee die objectief zijn vast te stellen op basis van het menselijke levensproces. Dit zijn zowel fysieke als psychologische noden. Als rationeel wezen dient de mens beslissingen maken over wat hem gedurende zijn gehele leven gelukkig kan maken. Dat wat voorziet in deze noden is goed, dat wat afbreuk doet aan deze noden is slecht. Rationele waarden zijn hierbij de zaken die men nastreeft te verkrijgen of te behouden om in die noden te voorzien en deugden zijn de handelingen waarmee men die waarden kan verkrijgen of behouden.
In deze theorie van waarden en deugden is haar concept van objectiviteit duidelijk terug te zien: wat goed of slecht is hangt af van de natuur van de realiteit én de identiteit van het menselijke bewustzijn. Dit maakt haar meta-ethiek een vorm van moreel realisme en verklaart waarom ze zich afzette tegen ethisch subjectivisme. Hierbij is het ook belangrijk om te zien dat Rand haar ethiek grondt in de menselijke natuur (zie ook ethisch naturalisme). Dat is haar basis voor de oplossing van het bekende 'is-ought' probleem zoals geformuleerd door David Hume.
Het derde uitgangspunt van haar ethiek is dat de objectieve standaard van waarde voor ieder individu zijn eigen leven is. Deze standaard is een abstracte meetlat om het individu een leidraad te geven voor zijn alledaagse keuzen. De mens dient al zijn handelingen, waarden en doelen kiezen met behulp van deze standaard (zie ook eudaimonisme). Deugden zijn volgens Rand de handelingen die men verricht om waarden te verkrijgen of te behouden. De belangrijkste deugd is rationaliteit, aangezien de rede het enige middel is waarmee de mens kennis kan opdoen over zijn leefomgeving en te ontdekken wat men precies nodig heeft om het goede leven te leiden.
De ethische theorie van Ayn Rand is een vorm van ethisch egoïsme. Het is daarom belangrijk om haar theorie te onderscheiden van psychologisch egoïsme, wat stelt dat mensen altijd handelen in hun eigenbelang. Volgens Ayn Rand is egoïstisch handelen een keuze en zijn er een hoop mensen die tegen hun rationele eigenbelang in handelen. Ayn Rand is ook kritisch over het hedonisme, welke stelt dat genot de standaard is die men dient te gebruiken om zijn leven te leiden. Derhalve stelt het hedonisme dat alles wat genot oplevert het goede zou zijn (inclusief mogelijkerwijs het misbruiken van anderen voor zulk genot). Volgens Rand heeft het hedonisme een slecht begrip van de complexiteit van menselijk geluk en leidt het nastreven van haar standaard louter tot zelfdestructie. Menselijk geluk is volgens haar zo complex dat we niet zomaar op onze gevoelens af kunnen gaan om gelukkig te worden. Ayn Rand is daarnaast ook kritisch op het altruïsme omdat het zonder grond stelt dat de ander de standaard van waarde is en dat als hoogste waarde beschouwt. Volgens haar ethiek kunnen mensen een belangrijke rol spelen in je eigen geluk, maar dan moeten ze wel op een legitieme manier kunnen bijdragen aan je leven. 

## Politiek & economie
Ayn Rand ziet de samenleving als een groep individuen die rationeel moeten denken om hun eigen geluk na te streven. Samenwerking op allerlei vlakken kan dat geluk dichterbij brengen door uitwisseling van kennis en goederen. Als twee individuen (of groepen) ervan overtuigd zijn dat zij in een win-win situatie terecht kunnen komen door samen te werken, dan is het rationeel om die samenwerking aan te gaan. Het enige alternatief voor zulke vrijwillige samenwerking is (fysieke) dwang. De gedwongen persoon kan echter niet rationeel afwegen wat hem het beste lijkt en daarom staat geweldsinitiatie haaks op haar ethische standaard. Zij formuleerde daarom het non-initiatie-van-geweld principe: "In een geciviliseerde samenleving, mag dwang enkel worden gebruikt als vergelding en enkel tegen zij die de dwang initieerden."
Dit principe van individuele vrijheid ligt aan de basis van de politieke filosofie van Ayn Rand. De betekenis van deze (politieke) vrijheid is de afwezigheid van fysieke dwang. Ook hier is haar systematische aanpak duidelijk terug te zien. Zo formuleert ze op basis van haar epistemologische en ethische theorie individuele rechten: het recht op leven en haar afgeleiden (zoals eigendom en vrijheid van meningsuiting). Als gevolg hiervan was Rand tegen dierenrechten en collectieve rechten.
De overheid, als instantie met het machtsmonopolie, moet deze individuele rechten beschermen. Hierbij moet zij zelf voldoen aan het non-initiatie-van-geweld principe. Dit betekent dat veiligheid (politie en defensie) en rechtspraak de enige legitieme overheidstaken betreffen. Politiek gezien is Ayn Rand om deze reden een verdediger van een type politiek individualisme en een soort nachtwakersstaat. Op deze basis vertoont haar politieke theorie overeenkomsten met sommige (klassiek)liberalen en sommige libertariërs. Ayn Rand pleitte voor een constitutionele republiek en prees de Amerikaanse Founding Fathers om hun fundamentele idee van individuele rechten. Zij is kritisch op anarchisten omdat zij de noodzaak van een overheid niet inzien en verwierp specifiek het libertarische idee van een 'vrije markt voor overheden.' Volgens haar politieke theorie is de verdediging van individuele rechten die een overheid verzorgt de voorwaarde voor het hebben van een vrije markt. Het idee van een 'vrije markt voor overheden' schendt deze voorwaarde en kan daarom nooit leiden tot een stabiele samenleving.
Haar verdediging van de politieke vrijheid van individuen en recht op hun eigendom leiden tot de conclusie van Ayn Rand dat privaat eigendom en de vrije markt morele instituties zijn. Zolang er geen fysieke dwang in het spel is heeft de overheid geen recht om te interveniëren, te reguleren of te belasten. Als gevolg hiervan was Ayn Rand tegen herverdeling, nivellering en ‘positieve’ discriminatie (door de overheid).
Uit het voorgaande kan men zien dat Ayn Rand vanuit haar rationeel egoïsme een voorstander is van het laissez-faire kapitalisme. Ze pleit voor een scheiding tussen economie en staat om dezelfde redenen als dat zij voor de scheiding van kerk en staat pleit. Ayn Rand looft het kapitalisme dan ook als het enige praktische systeem: "Het kapitalisme heeft de hoogste levensstandaard gecreëerd die ooit op de aarde is gekend." Zij noemde kapitalisme het onbekende ideaal omdat men nog nooit het rationeel egoïsme als enige juiste basis van het kapitalisme heeft erkend.
Het Objectivisme is kritisch op collectivistische systemen zoals het communisme, het socialisme, het nazisme en het fascisme. Zulke systemen schenden de rechten van individuen ten behoeve van het collectief en dwingen het individu zo tot slavernij. Haar filosofie is ook kritisch op de welvaartsstaat en de sociaaldemocratie om dezelfde redenen. Meerderheidsstemmingen zijn volgens haar politieke theorie geen legitimatie om de rechten van individuele burgers te schenden.

## Esthetica
Kunst heeft, naar haar boek the Romantic Manifesto, de rol een ode aan het leven te zijn.